# ミスター・バーク
ミスター・バークは、株式会社バーク・ジャパン（英: Barg Japan Co.,Ltd.）が展開するステーキ＆ハンバーグレストランチェーンである。本社のある岡山県を中心とした中国・四国地方や九州地方の他、近畿地方や長野県、埼玉県にも複数の店舗を構える。

## 店舗
（FC加盟店含む）
岡山県
- 岡山下中野本店
- 岡山浦安店
- 岡山東川原店
- 岡山牟佐店
- 倉敷児島店
- 倉敷平田店
- 倉敷下庄店
- 倉敷北畝店
- 邑久店
- 備前店
- 総社店
- 津山河辺店
- 岡山下中野店（ミスターバーク・ガーデン）

広島県
- 西条寺家店
- 福山川口店
- 府中店
- 広島八木店

山口県
- 山口阿知須店
- 宇部厚南店

島根県
- 松江浜乃木店

鳥取県
- 鳥取安長店
- 倉吉店

香川県
- 高松勅使店

愛媛県
- 今治店

熊本県
- 宇土シティモール店
- カリーノ玉名店

京都府
- 舞鶴店

兵庫県
- 姫路飾磨西店
- 赤穂店
- 神戸谷上店

長野県
- 諏訪店

埼玉県
- 八潮店

## 沿革

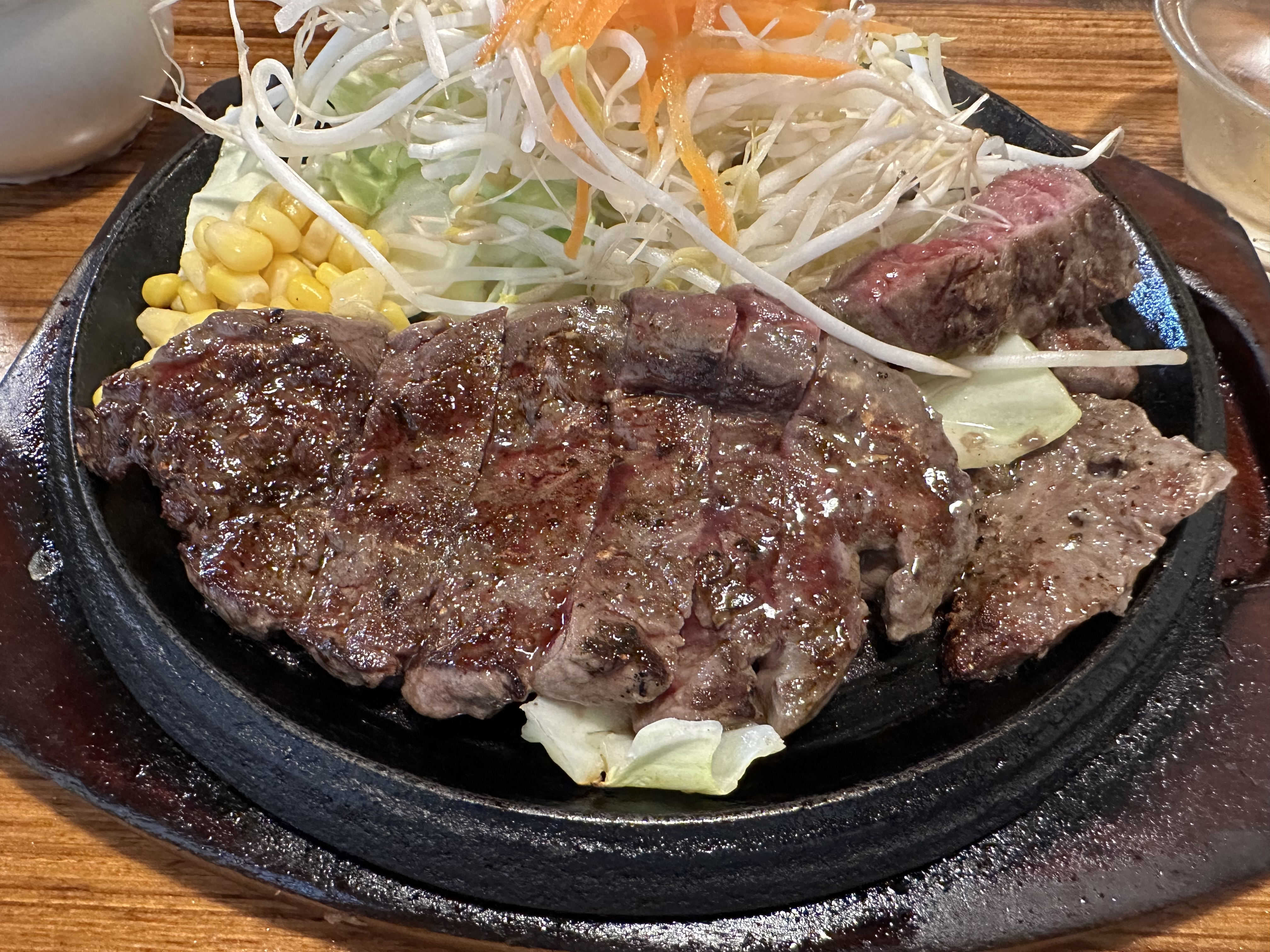
ミスター・バーグで提供されるステーキの例

- 1988年5月 - 株式会社ベルクが「ミスター・バーク」倉敷児島店を開店。
- 1992年4月 - 株式会社ベルクからFC事業部として独立し、有限会社バーク・ジャパンを設立。
- 1992年12月 - 株式会社バーク・ジャパンへ組織変更。
- 2005年9月 - FC展開の拠点としての岡山下中野店オープン。同時に本社を移転併設。
- 2009年4月 - 和牛ステーキ専門店「ミスターバーク・ガーデン」を開店。
- 2018年2月 - 本社を旧社屋近くに新築移転。

## 提供番組
- バイキング（岡山・香川ローカル、木曜日、PT扱い）